# Бельдюга європейська
Бельдюга європейська (Zoarces viviparus) — вид морських м'якошкірих костистих риб з родини бельдюгових, ряд окунеподібних. Тривалість життя в середньому 10-12 років. Населяє морські води північної Атлантики, Балтійське море (в тому числі до опріснених Фінської затоки), Баренцове море, Біле море. На заході ареал сягає Ла-Манша. У довжину дорослі особини досягають в середньому 30 см, рідко 50-60 см. Спинний плавець довгий з короткими шиповидними променями ззаду. Хвостовий плавець відсутній, при цьому спинний і анальний плавці з'єднуються на хвостовому кінці довгого, стиснутого з боків, тіла. Бельдюга — хижий вид, в її раціон входять різні дрібні молюски, рачки, ікра та мальки інших видів. Характерно живородіння, самиці народжують в середньому до 40-70 мальків, у більш великих особин — до 300–400 мальків.

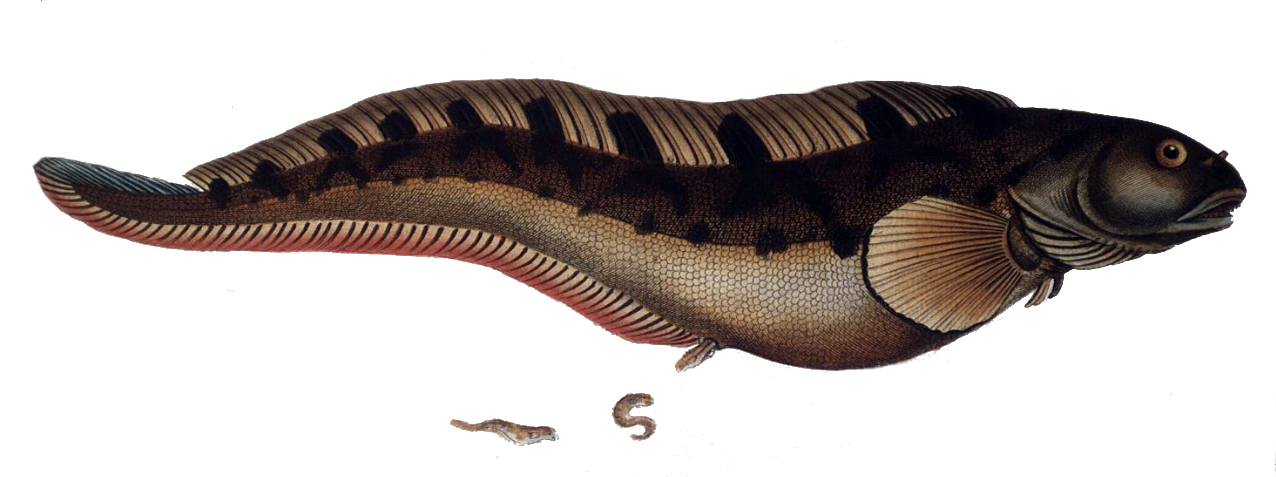
Бельдюга з мальками

Біле і щільне м'ясо бельдюги відрізняється добрим смаком і значною жирністю. У Балтійському морі має невелике промислове значення. Вздовж Мурманського узбережжя і в Білому морі — майже не промишляють, а в багатьох місцях вона взагалі не йде в їжу. Це пов'язано з забобоном про її живородіння і з непривабливим зовнішнім виглядом бельдюги.